# Jean-Baptiste Colbert
Jean-Baptiste Colbert (Reims, 29 de Agosto de 1619 – Paris, 6 de Setembro de 1683), ou simplesmente Colbert, foi um político francês que ficou conhecido como ministro de estado e da economia do rei Luís XIV. Instalou o Colbertismo na França, onde teve uma grande importância no desenvolvimento do mercantilismo ou da teoria mercantilista, bem como das práticas de intervenção estatal na economia, que o mercantilismo adotava.

## Vida
Jean-Baptiste Colbert era o primogênito de Nicolas Colbert, um comerciante de tecidos de Reims, e Marie Pussort. Apesar de sua família dizer descender de nobres escoceses, não há nenhuma prova disto, e a invenção de antepassados nobres era uma prática comum aos plebeus. Estudou num colégio dos jesuítas. Trabalhou para um banqueiro de Paris, e para o pai do poeta Jean Chapelain em 1634.
Passa depois ao serviço de seu bisavô, Jean-Baptiste Colbert de Saint-Pouange, primeiro comissário do Ministério da Guerra de Luis XIII. Em 1640, com 21 anos, seu pai empenha suas relações amorosas e de fortuna para lhe comprar o cargo de Comissário ordinário de guerra. Este posto o obrigou a inspeccionar as tropas, o que lhe deu uma certa notoriedade.
Em 1645, Saint-Pouange o recomendou a Michel Le Tellier, seu cunhado, que trabalhava como Secretario de Estado de guerra, este o contratou, primeiro como secretário privado e logo conseguiu que o nomeassem conselheiro do rei em 1649. Em 13 de Dezembro de 1648, se casa com Marie Charron, filha de um membro do conselho real. Tiveram 4 filhos:
- Jeanne Marie
- Jean-Baptiste (Marques de Seignelay),
- Jules Armand (Marqués de Blainville)
- Ana Maria

Em 1651, Michel Le Telier, o apresenta ao Cardeal Mazarino que o contrata para gerir a sua vasta fortuna pessoal. Antes de morrer, em 1661, Mazarino recomendou Colbert ao rei Luís XIV de França, salientando as suas qualidades de dedicado trabalhador. Nesse mesmo ano o rei fez de Colbert ministro de Estado e, em 1664, atribui-lhe o cargo de superintendente das construções, artes e manufacturas e ainda o de intendente das Finanças.
Colbert desenvolveu todos os esforços para arruinar junto do rei a reputação de Nicolas Fouquet, o superintendente-geral das Finanças que tinha acumulado fortuna por meios fraudulentos; tendo este sido detido, a mando do rei, por D'Artagnan, Colbert tornou-se controlador geral das Finanças (1665). Viria ainda a desempenhar as funções de secretário de Estado na Marinha e na Casa Real (1669).
Em 1670, comprou o baronato de Sceaux no sul de Paris. Converte o domínio de Sceaux em um dos mais charmosos da França, graças a André Le Nôtre que desenhou os jardins e a Charles Le Brun que se encarregou de toda a decoração tanto dos edifícios como do parque.

### Ministro
Como ministro de Luís XIV, Colbert quis tornar a França a nação mais rica da Europa, e para isso implantou o mercantilismo industrial, incentivando a produção de manufacturas de luxo visando a exportação.
Favoreceu o comércio, protegeu as ciências, as letras e as artes. Em 1663, fundou a Academia das Inscrições e Belas Letras. Também favoreceu a pesquisa com a criação da Academia das Ciências (1666), o Observatório de Paris (1667) (para onde chamou Huygens e Cassini) e da Academia de Arquitetura (1671).
Como ministro das finanças, quis diminuir a corrupção desenfreada durante o reinado de Luis XIV, que ficou escancarada com o caso Fouquet. Ele também podia orientar o pagamento de pensões dentro do Estado francês. Assim, quando o historiador Eudes de Mezeray não se calou em seus livros diante da importância história dos Estados Gerais e os deveres e direitos consagrados deste, foi advertido em carta por Colbert nesses termos: "Vós sois historiográfos do rei e pensionistas de Sua Majestade; deveis escrever a história como ele quer, e não como entendeis. Devo retirar-vos a vossa pensão." (CANTU, Cesare, 1964, vol. 25, pg. 209). Seu ministério lembra um pouco o de Maximilien de Béthune, duque de Sully (1560–1641), ministro de Henrique IV da França. Notando o imenso tamanho do Estado francês, com seu orçamento enorme, suas pressões orçamentárias sobre uma vastidão de exércitos, funcionários, pensões para nobres e eruditos e ainda os gastos com a política externa de Luis XIV - movida a subornos e presentes a ministros, embaixadores e reis estrangeiros (possuía na lista até mesmo Jaime II rei da Inglaterra), viu que apenas o crescimento da economia poderia promover a continuidade dos gastos e do poderio do governo francês. Esse crescimento teria que ser sobre a agricultura e as manufaturas. Suas conquistas econômicas sofreram um revés assim que morreu, pois o governo passou a taxar pesadamente a indústria, o que, a longo prazo, levaria a crise das manufaturas francesas em 1780, diante das importações de tecidos ingleses, o que seria uma fonte de desemprego e descontentamento popular, estopins da Revolução Francesa.
Em 1664, foi nomeado superintendente de edifícios e manufaturas reais. Decide copiar os produtos dos países vizinhos, a fim de tornar a França auto-suficiente - o que evitaria de perder divisas em ouro com importações - mais um objetivo mercantilista. Não hesitou em contratar trabalhadores estrangeiros, desses mesmos países que queria copiar os produtos, para iniciar o fabrico destes artigos. Usou frequentemente da concessão de monopólios. Restaurou a fabricação dos artigos anteriores produzidos no país e acrescentou novos, especialmente de vidro e tapeçaria (Gobelins).
Ele também dirige a produção de arte destinadas à reforma dos palácios reais, entre eles o de Versalhes. Em março de 1667, Colbert nomeia Gabriel Nicolas de la Reynie tenente da polícia, que se torna o primeiro chefe de polícia francesa, e passa a impor a sua autoridade à gendarmerie e aos somatenes. No mesmo ano, o próprio Colbert foi eleito membro da Academia Francesa. Com um carácter pouco acentuado e eloquente, sempre vestido de preto, trabalhando para o estado desde as cinco da manhã, Madame de Sévigné o apelidou de "O Norte".
Em 1668, foi nomeado secretário de Estado na casa do rei. Convencidos da importância que o comércio desempenha na economia, o rei cria uma Secretaria de Estado da Marinha em 1669, que Colbert será o primeiro titular. Construiu uma frota de 276 navios de guerra.

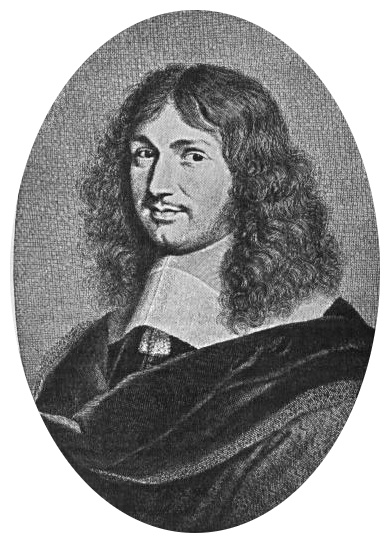
Jean Baptiste Colbert

Desenvolveu a infra-estrutura para a facilitação do comércio: canais, estradas reais, pontes, portos. Plantou a floresta de Landes para servir à construção naval. Mandou reparar as estradas, fez novos caminhos, e uniu o Mediterrâneo com o Atlântico através do canal de Languedoc. Foi defensor da expansão mercantil e colonial francesa, pois as colônias e o comércio externo ajudariam a manter a balança comercial positiva e forçaria o acúmulo de divisas em ouro dentro da nação - mais uma marca do ideário mercantilista.
Pavimentou e iluminou Paris, embelezando as docas da cidade, praças públicas, portas triunfais (Saint-Denis e Saint-Martin), mandou fazer a colunata do Louvre e os Jardins das Tulherias.

## Principais Obras
- Collection Complete Des Memoires Relatifs A L'Histoire de France
- Collection Des Memoires Relatifs A L'Histoire de France. Memoires Du Marquis de Torcy
- Correspondance et papiers d'Etat
- L' Italie En 1671: Relation D'un Voyage du Marquis de Seignelay, Suivie de Lettres inédites à Vivonne, du Quesne, Tourville, Fénelon et Précédée D'une étude Historique, Par Pierre Clément
- Correspondance et papiers d'Etat: 1650-1651. De Le Tellier à Mazarin
- Journal inédit de Jean-Baptiste Colbert, marquis de Torcy ...: pendant les années 1709, 1710 et 1711
- Lettres, instructions et mémoires: 1650 - 1661
- Album de Colbert, 1670
- Mémoires sur les finances: Suivi de Journal pour l'histoire du roi
- Ao serviço secreto da França na Corte de D. João V
- Collection Des Memoires Relatifs A L'Histoire de France. 67, Memoires Du Marquis de Torcy